# Tezze sul Brenta
Tezze sul Brenta este o comună din provincia Vicenza, regiunea Veneto, Italia, cu o populație de 12.920 locuitori (1 ianuarie 2023) și o suprafață de 17,93 km².

## Demografie
Tezze sul Brenta - evoluția demografică

|  | Graficele sunt indisponibile din cauza unor probleme tehnice. Mai multe informații se găsesc la Phabricator și la wiki-ul MediaWiki. |

Date: Recensăminte sau birourile de statistică - grafică realizată de Wikipedia